# Mosteiro de Calóidena
Calóidena (em grego: Μονή Καλόιδενα; romaniz.: Moní Kalóidena) é um monastério localizado no sopé do Monte Cédros, próximo a vila de Ano Meros. O nome do monastério provém de Caloidas, nome de possível origem bizantina, de uma família latifundiária proveniente de Furfurás. Levando em consideração os afrescos da igreja, possivelmente o monastério foi fundado entre os séculos XIII e XIV, tendo sido mencionado em documento de 1577 e 1598.
A Família Varúcas, uma grande família de Amári, durante toda a dominação turca manteve o monastério em funcionamento como atestam documentos. Neste próspero período os monges viviam do cultivo de seda, azeitonas e ginjas, no entanto, o monastério foi assolado pelo jugo turco e os conflitos entre cristãos, especialmente depois que o monge Farantos de Calóidena foi imputado do assassinato do bispo Metódio de Lampi em 1793.
No contexto da Revolução de 1821, Calóidena, assim como outros monastérios locais, ajudaram os revolucionários a lutarem contra o domínio turco, tendo os monges de Calóidena participado da luta armada, no entanto, em 1823, um exército turco proveniente da planície de Messara invadiu o vale Amári destruindo aldeias e claustros e o monastério de Calóidena que ficou desabitado.
Durante a dominação egípcia (1830 – 1840) Calóidena alugou suas fazendas para os moradores de Ano Meros para que estes as cultivassem e parte da produção fosse encaminhada para a escola fundada em Monastirací. Nos anos seguintes Calóidena já não era mais do que edifícios abandonados e ruínas. Em 1992 após uma tempestade o telhado da igreja de Sotiras Christo cedeu transformando o local em ruínas; em 1998 a igreja foi reconstruída.